# Эдер, Лиза
Лиза Эдер (нем. Lisa Eder; род. 12 августа 2001, Санкт-Йоганн, Тироль) — австрийская прыгунья с трамплина, серебряный призёр чемпионата мира 2025 года, участница зимних Олимпийских игр 2022 года.

## Спортивная карьера
9 августа 2015 года Лиза впервые приняла участие в Кубке Альп. На небольшом трамплине в Клингентале она заняла 18-е место. Свою первую победу в Кубке Альп она одержала 11 августа 2016 года на трамплине в Пёле.
19 января 2018 года Эдер дебютировала на этапе Кубка мира в японском Дзао, где заняла 36-е место. 20 января 2018 года Лиза заняла шестое место в командных соревнованиях в составе австрийской четвёрки.
На чемпионате мира среди юниоров 2019 года в Лахти, Эдер завоевала бронзовую медаль в составе австрийской юниорской команды, а также заняла четвёртое место в смешанной команде и десятое в одиночном прыжке. 9 февраля 2019 года вместе со своими товарищами по команде она впервые поднялась на подиум Кубка мира в командных соревнованиях в Любно.
В 2022 году была включена в состав австрийской сборной для участия в зимних Олимпийских играх в Пекине. Приняла участие в смешанном командном турнире, где Австрия заняла пятое место. В индивидуальных соревнованиях стала восьмой.
На чемпионате мира 2025 года в Тронхейме в командном соревновании с нормального трамплина в составе Австрии завоевала серебряную медаль.
Принимает участие и в соревнованиях по лыжному двоеборью.